# Georgia Stanway
Georgia Stanway (3 de enero de 1999, Barrow-in-Furness, Inglaterra) es una futbolista Inglesa. Juega como centrocampista en el Bayern Múnich de la Bundesliga Femenina de Alemania y en la Selección femenina de fútbol de Inglaterra

## Carrera

#### Blackburn Rovers
Stanway empezó jugando en las categorías inferiores del Blackburn Rovers. En la temporada 2013-14 jugó en la categoría sub-15 en la cual destacó, anotando diez goles en quince partidos.
Debido a sus brillantes actuaciones fue convocada para jugar en la categoría sub-17. Tuvo menos minutos pero aun así marcó treinta y un goles.
En la temporada 2014-15 fue elegida para jugar con el equipo sénior. Debutó en el partido contra el Portsmouth el cual ganó el Portsmouth (4-5). Debutó en la FA Women's Super League a principios de marzo. Terminó la temporada con 6 goles en 5 partidos.

#### Manchester City
El 5 de julio de 2015, Stanway fichó por el Manchester City. Stanway debutó con el Manchester City el 29 de julio, contra el Durham en la FA Women's League Cup. Terminó la temporada recibiendo el premio Rising Star.
En enero de 2017 firmó un nuevo contrato para el club. Esa misma temporada hizo muy buenas actuaciones por lo que entró en el equipo de la temporada de la Liga de Campeones. 
Durante las siguientes temporadas hubo muchas lesiones en el equipo por lo que Stanway jugó en muchas posiciones que no eran la suya debido a su versatilidad a pesar de que lo hizo muy bien no le gustaba jugar en posiciones que no eran la suya.  

#### Bayern Múnich
El 17 de mayo de 2022, Stanway firmó por el Bayern Múnich. Su debut con el Bayern Múnich fue en el amistoso que ganó el Bayern al Barcelona (2-1). Sus primeros goles con el Bayern  Múnich fueron un doblete en el partido de Liga de Campeones contra el Benfica.

### Internacional
En 2016, Stanway capitaneó al sub-17 de Inglaterra con una medalla de bronce en el Campeonato Europeo Femenino Sub-17 de la UEFA 2015-16 y una primera campaña en la Copa del Mundo.
Stanway marcó su primer gol con la selección absoluta de Inglaterra el 8 de noviembre de 2018 en un amistoso en el que Inglaterra ganó (3-0). En junio de 2022, Stanway fue convocada para jugar la Eurocopa y marcó un gol muy importante en el minuto 96 contra España en cuartos de final.
En julio de 2023, fue a jugar la Copa Mundial de Australia/Nueva Zelanda 2023, la cual perdió Inglaterra en la Final ante España (1-0). Stanway metió el gol de penalti que le dio los tres puntos a Inglaterra en la fase de grupos ante Haití.

## Clubes
| Club             | País       | Año             |
| ---------------- | ---------- | --------------- |
| Blackburn Rovers | Inglaterra | 2015            |
| Manchester City  | Inglaterra | 2015 - 2022     |
| Bayern Múnich    | Alemania   | 2022 - presente |

## Palmarés

### Campeonatos nacionales
| Título                         | Club            | País       | Año     |
| ------------------------------ | --------------- | ---------- | ------- |
| Women's Super League           | Manchester City | Inglaterra | 2016    |
| FA Women's League Cup          | Manchester City | Inglaterra | 2016    |
| Women's FA Cup                 | Manchester City | Inglaterra | 2016-17 |
| FA Women's League Cup          | Manchester City | Inglaterra | 2018-19 |
| Women's FA Cup                 | Manchester City | Inglaterra | 2018-19 |
| Women's FA Cup                 | Manchester City | Inglaterra | 2019-20 |
| FA Women's League Cup          | Manchester City | Inglaterra | 2021-22 |
| Bundesliga Femenino            | Bayern Múnich   | Alemania   | 2022-23 |
| Bundesliga Femenino            | Bayern Múnich   | Alemania   | 2023-24 |
| Supercopa de Alemania Femenino | Bayern Múnich   | Alemania   | 2024-25 |
| Bundesliga Femenino            | Bayern Múnich   | Alemania   | 2024-25 |
| DFB-Pokal Femenino             | Bayern Múnich   | Alemania   | 2024-25 |

### Campeonatos internacionales
| Título           | Equipo                  | Sede           | Año  |
| ---------------- | ----------------------- | -------------- | ---- |
| Copa SheBelieves | Selección de Inglaterra | Estados Unidos | 2019 |
| Eurocopa         | Selección de Inglaterra | Inglaterra     | 2022 |
| Finalissima      | Selección de Inglaterra | Londres        | 2023 |
| Eurocopa         | Selección de Inglaterra | Suiza          | 2025 |